# COVID-19-Pandemie im Senegal
Die COVID-19-Pandemie im Senegal tritt als regionales Teilgeschehen des weltweiten Ausbruchs der Atemwegserkrankung COVID-19 auf und beruht auf Infektionen mit dem Ende 2019 neu aufgetretenen Virus SARS-CoV-2 aus der Familie der Coronaviren. Die COVID-19-Pandemie breitet sich seit Dezember 2019 von China ausgehend aus. Ab dem 11. März 2020 stufte die Weltgesundheitsorganisation (WHO) das Ausbruchsgeschehen des neuartigen Coronavirus als Pandemie ein.

## Verlauf
Am 2. März 2020 wurden im Senegal als dem vierten Land Afrikas zwei aus Frankreich eingeschleppte SARS-CoV-2-Infektionen vom Institut Pasteur Dakar bestätigt. 15 Kontaktpersonen kamen in häusliche Quarantäne. In der Pilgermetropole Touba wurden Imame und Koranlehrer über vorbeugende Maßnahmen gegen die Verbreitung der Krankheit orientiert. Traditionelle Heiler wurden in der Erkennung und in vorbeugenden Maßnahmen geschult.
Am 14. März 2020 kündigte Präsident Macky Sall die Schließung von Schulen, ein Verbot öffentlicher Demonstrationen und die Absage von Demonstrationen an, die für den 4. April 2020 anlässlich des 60. Jahrestags der Unabhängigkeit des Landes geplant waren. Der Präsident appellierte an die religiösen Führer, „die Regierung bei der Umsetzung der Empfehlungen des Staates zu begleiten“. Die Behörden verfolgen weiterhin aufmerksam die Entwicklung des Ausbruchs in Touba, wo schon elf Kontaktfälle gemeldet wurden.
Im Kampf gegen die Pandemie sagte Air Senegal ab 15. März 2020 für einen Monat alle internationalen Flüge mit den Destinationen Nouakchott, Casablanca, Barcelona, Marseille und Paris ab. Am 20. März 2020 hat die Regierung alle internationalen Flüge für vier Wochen ausgesetzt. Für den 27. und 29. März 2020 plante Air Senegal zwei Sonderfüge nach Frankreich für Rückreisende, die im Land festsaßen.
In der Metropolregion Dakar hat die Regierung am 19. März 2020 alle Moscheen bis auf Weiteres geschlossen. Am 23. März 2020 rief Präsident Macky Sall für das ganze Land den Ausnahmezustand aus, der auch eine nächtliche Ausgangssperre sowie Einschränkungen der Versammlungs- und Bewegungsfreiheit umfasst. Das Militär wurde mit der Überwachung der Beschränkungen beauftragt.
Entgegen Gerüchten in sozialen Medien ab dem 20. April 2020 wurden nicht sieben Kinder durch COVID-19-Impfungen im Senegal getötet.
Erstes und zugleich prominentes Todesopfer der Pandemie im Land war der Fußballfunktionär Pape Diouf, der am 31. März 2020 in Dakar verstarb.
Der Verlauf der Pandemie zeigte in Senegal den auch anderswo zu beobachteten Wellenverlauf. Einen ersten Höhepunkt gab es im Sommer 2020, den zweiten, stärkeren im Frühjahr 2021, gefolgt von der heftigsten Welle im Sommer des gleichen Jahres und ein nur noch relativ kleines Geschehen Anfang 2022. Im Ergebnis wurden knapp 90.00 bestätigte Infektionen gezählt und knapp 2000 Todesfälle, wie sich aus den nachfolgenden Tabellenstatistiken ergibt.

## Statistik
Die folgenden COVID-19-Fallzahlen (Infektionen, Geheilte und Todesfälle) ergaben sich in Senegal:

### Infektionen

Bestätigte Infizierte im Senegal nach Daten der WHO. Oben kumuliert, unten Tageswerte

### Todesfälle

Bestätigte Todesfälle im Senegal nach Daten der WHO. Oben kumuliert, unten Tageswerte